# 221

221(이백이십일)은 220보다 크고 222보다 작은 자연수다.

## 수학
- 합성수로, 그 약수는 1, 13, 17, 221이다. 진약수의 합은 31이므로, 221은 부족수다.
  - 75번째 반소수다. 앞의 반소수는 219, 다음 반소수는 226이다.
- 자릿수 제곱합이 제곱수인 29번째 자연수다. 이 성질을 지닌 앞의 수는 212, 다음 수는 236이다. (OEIS의 수열 A175396)
  - {\displaystyle 2^{2}+2^{2}+1^{2}+4+4+1=9=3^{2}}
- 피타고라스 삼조의 빗변의 길이이다.
  - {\displaystyle 21^{2}+220^{2}=221^{2}}[a]
  - {\displaystyle 140^{2}+171^{2}=221^{2}}[b]
- 피타고라스 삼조의 직각변의 길이이다. ({\displaystyle 60^{2}+221^{2}=229^{2}})[c]
- {\displaystyle 221=37+41+43+47+53}
  - 연속하는 소수(素數) 5개의 합으로 나타낼 수 있으며, 이 성질을 지닌 앞의 수는 199, 다음 수는 243이다.
- {\displaystyle 221=11+13+17+19+23+29+31+37+41}
  - 연속하는 소수(素數) 9개의 합으로 나타낼 수 있으며, 이 성질을 지닌 앞의 수는 187, 다음 수는 253이다.
- {\displaystyle 221=13\times 17}
  - 연속하는 두 소수(素數)의 곱으로 나타낼 수 있으며, 이 성질을 지닌 앞의 수는 143, 다음 수는 323이다.
- {\displaystyle 221=5^{2}+14^{2}=10^{2}+11^{2}}
  - 서로 다른 두 자연수의 제곱합으로 나타내는 방법이 두 가지인 수다.
  - 11번째 중심있는 사각수로, 연속하는 두 자연수인 10과 11의 제곱합으로 나타낼 수 있다. 앞의 중심있는 사각수는 181, 다음은 265다.
- {\displaystyle 35^{3}-1}은 221로 나누어떨어진다.

## 교통

### 철도
- 서울 지하철 2호선 역삼역의 역번호.
- 부산 도시철도 2호선 가야역의 역번호.
- 대구 도시철도 2호선 성서산업단지역의 역번호.

### 도로
- 일본 221번 국도: 구마모토현 히토요시시에서 미야자키현 미야코노조시까지 이어지는 일본의 국도.
- 현도 제221호선

## 군사
- U-221(영어판, 독일어판): 제2차 세계 대전에 사용된 나치 독일의 군용 잠수함.

## 문화유산
- 대한민국의 국보 제221호: 평창 상원사 목조문수동자좌상
- 대한민국의 보물 제221호: 영주 가흥동 마애여래삼존상 및 여래좌상
- 대한민국의 사적 제221호: 경주 지마왕릉

## 방송
- 지니 TV의 K-net TV 채널 번호.
- B tv의 K-바둑 채널 번호.
- U+ TV의 미국 디스커버리 계열 채널인 HGTV 채널 번호.
- B tv 케이블의 가톨릭평화방송 채널 번호.
- KT HCN의 더M 채널 번호.

## 스포츠
- 한국 프로 농구 전주 KCC 이지스의 하승진 선수의 키가 221cm다.

## 기타
- 날짜: 2월 21일
- 연도: 221년, 기원전 221년